# The Widow (film 1914)
The Widow è un cortometraggio muto del 1914 diretto da Thomas Ricketts. Prodotto dalla American Film Manufacturing Company su un soggetto di Theodosia Harris, il film - di genere drammatico - aveva come interpreti Winifred Greenwood, Ed Coxen, Mrs. Tom Ricketts (moglie del regista), Edith Borella, John Steppling.

## Trama
Distrutta dal dolore per la sua perdita, una giovane vedova decide di lasciare i luoghi dove tutto le ricorda l'adorato marito e parte, con la sua domestica, per un paese dove nessuno la conosce e dove potrà piangere in pace. La sua solitudine e il suo mistero fomentano le chiacchiere e le pettegole locali si danno da fare. La domestica, addolorata per la padrona, contatta il pastore, chiedendogli di aiutare la vedova a superare quel momento così triste. L'uomo riesce a convincerla a tornare alla vita, aiutando il prossimo. Si prenderà cura dei bambini malati, progettando un ospedale e diventando l'angelo buono del villaggio. Il suo frequentare uomini come l'architetto, l'avvocato e anche il pastore, galvanizzano le cattive lingue che continuano a sparlare di lei arrivando a cacciarla dal quartiere. Saranno messe a tacere, confuse, quando sentiranno il ministro parlare di lei e chiamandola Buon Angelo.

## Produzione
Il film fu prodotto dalla American Film Manufacturing Company.

## Distribuzione
Distribuito dalla Mutual, il film - un cortometraggio di una bobina - uscì nelle sale cinematografiche degli Stati Uniti il 5 agosto 1914.